# 陆家厅
陆家厅位于浙江省嘉兴市嘉善县西塘镇塘东街社区烧香港南36号, 为明代御史陆垹（1504—1553年）的宅第。
陆家厅坐南朝北，面积118平方米，面阔三间10.5米、进深8.7米。梁架用材粗大。方砖铺地。
2004年1月,陆家厅公布为嘉善县文物保护单位。